# Adam Webster (Fußballspieler, 1995)
Adam Harry Webster (* 4. Januar 1995 in West Wittering) ist ein englischer Fußballspieler. Der Innenverteidiger wurde beim FC Portsmouth ausgebildet und wechselte im August 2019 zum Erstligisten Brighton & Hove Albion.

## Karriere

### FC Portsmouth
Im Alter von zwölf Jahren begann der im Süden Englands geborene Webster die fußballerische Laufbahn in der Jugend des FC Portsmouth, nachdem er zuvor beim FC Southampton, dem FC Chelsea und als 10-Jähriger sogar in Portsmouth selbst „abgeblitzt“ war. Nach dem Weg durch die Altersklassen debütierte er zehn Tage nach einem 17. Geburtstag als rechter Verteidiger eine Viertelstunde vor Schluss per Einwechslung für Greg Halford in der Zweitligapartie gegen West Ham United, die mit 0:1 verloren ging. Nach dem Abstieg des Vereins in die dritte Liga kam Webster als Außenverteidiger häufiger zum Zuge, aber nach dem zweiten Abstieg in Serie entschloss sich Portsmouth dazu, Webster ab August 2013 an den Fünftligisten Aldershot Town bis Januar 2014 auszuleihen.
Das Engagement in Aldershot wurde schließlich um zwei Monate verlängert, bevor Webster nach insgesamt 24 Ligaeinsätzen nach Portsmouth zurückkehrte, um dort in der ausgehenden Saison 2013/14 noch vier Begegnungen zu absolvieren und seine ersten zwei Tore zu schießen. Nach zwei weiteren Jahren und dabei 53 Pflichtspielen für „Pompey“ wechselte Webster im Juni 2016 zum Zweitligisten Ipswich Town. Die Ablösesumme betrug Presseberichten zufolge etwa 750.000 Pfund; zusätzlich heuerte im Gegenzug Ipswichs Matt Clarke in Portsmouth an.

### Ipswich Town & Bristol City
In den Jahren 2016 bis 2019 etablierte sich Webster als einer der besten Abwehrspieler der zweiten Liga, was sich nach zwei Spielzeiten und 51 Ligaeinsätzen für Ipswich Town darin ausdrückte, dass die Ablösesumme bei dem anschließenden Transfer im Juni 2018 zu Bristol City bereits 3,5 Millionen Pfund betrug und im Erfolgsfall auf bis zu acht Millionen Pfund anwachsen sollte. In Bristol war Webster in 44 Spielen Leistungsträger in einer Mannschaft, die in der Saison 2018/19 die Playoff-Spiele zum Aufstieg in die höchste englische Spielklasse nur knapp verpasste.

### Brighton & Hove Albion
Anfang August 2019 einigte sich die Vereinsführung des Erstligisten Brighton & Hove Albion mit der von Bristol City auf einen Transfer von Webster für eine Ablösesumme in Höhe von 20 Millionen Pfund und eine Laufzeit von vier Jahren. Für die Seagulls feierte er am 27. August 2019 seinen Einstand im Ligapokal gegen den Rivalen des Ex-Klubs Bristol Rovers (2:1) sowie vier Tage später in der Premier League gegen den amtierenden Meister Manchester City (0:4).